# Vườn quốc gia Than Sadet-Ko Pha-Ngan
Than Sadet-Ko Pha-Ngan (tiếng Thái: ธารเสด็จ-เกาะพะงัน) là một vườn quốc gia ở Thái Lan, bảo vệ 65,93 km² của phần lớn diện tích đảo Pha Ngan. Vườn quốc gia này đã được thành lập ngày 31 tháng 12 năm 1983 và có diện tích 39,12 km², sau đó được mở rộng ra như hiện nay vào ngày 10 tháng 2 năm 1999.
Vườn quốc gia này được đặt tên theo sông Than Sadet. Con sông này tạo tạo thành thác nước lớn nhất trên hòn đảo này, một ngọn thác được nhiều vua Thái Lan ngự lãm. Vua Rama V đã ngự giá nơi này 14 lần. Sông này chảy vào vịnh Than Sadet, ở đây có bãi cát..
Khao Ra là điểm cao nhất trong vườn quốc gia này cũng như ở đảo Pha Ngan với độ cao 727 m trên mực nước biển.
Ngoài rừng ra, Pha Ngan còn có nhiều đảo nhỏ ở phía bắc Pha Ngan, như quần đảo Wao và Hin Bai.